# Aktobe
Aktobe, Aktiubińsk (kaz. Ақтөбе, Aktöbe; ros. Актобе, Aktobie) – miasto obwodowe, największe w zachodniej części Kazachstanu, leży nad rzeką Ilek. Ośrodek administracyjny obwodu aktobskiego. Miasto zostało założone w 1869 roku.
Rozwinęło się tutaj hutnictwo żelaza i chromu, przemysł maszynowy, chemiczny i lekki.

## Religie
- Siedziba prawosławnej eparchii aktobskiej[2]
  - Sobór św. Mikołaja z Ałmaty w Aktobe[3]
- Parafia rzymskokatolicka Dobrego Pasterza w Aktobe

## Transport
- Port lotniczy Aktobe
- Trolejbusy w Aktobe

## Sport
- FK Aktöbe – klub piłki nożnej
- HK Aktobe – klub hokeja na lodzie